# Supercopa da Itália de 1991
A Supercopa da Itália de 1991 ou Supercoppa Italiana 1991 (em italiano) foi a quarta edição dessa competição de futebol masculino profissional da Itália. Foi disputada entre o Sampdoria, campeão da Serie A de 1990–91, e a Roma, campeã da Copa da Itália de 1990–91. A partida ocorreu em 24 de agosto de 1991 no estádio Marassi em Gênova, na Itália. A Sampdoria faturou a taça ao vencer o jogo por 1–0.

## Participantes
A UC Sampdoria conquistou a vaga na taça em 19 de maio de 1991, ao bater em pleno "Luigi Ferraris" ("Marassi") o time do US Lecce por 3–0, sagrando-se com uma rodada de antecedência, campeã do Campeonato Italiano de 1991, o primeiro scudetto da história do clube.
Quanto ao seu adversário na disputa do troféu só foi definido em 9 de junho de 1991, na oportunidade, a AS Roma conquistava sua sétima Copa da Itália depois de um empate por 1–1 com a UC Sampdoria, pela partida de volta da final da Copa da Itália de 1990–91 em pleno "Luigi Ferraris", em Gênova. O primeiro jogo da final foi disputado no Estádio Olímpico de Roma em 30 de maio de 1991 e vencido pela AS Roma por 3–1.
| Sampdoria |  | Campeão da Serie A de 1990–91        |
| Roma      |  | Campeão da Copa da Itália de 1990–91 |

## Ficha do jogo
| 24 de agosto de 1991 | Sampdoria   | 1 – 0     | Roma | Estádio Luigi Ferraris, Gênova         |
| 20:30 CEST (UTC+1)   | Mancini 75' | Relatório |      | Público: 21 120 Árbitro: Tullio Lanesi |

| Sampdoria | Roma |

| SAMPDORIA:     |                     |  |     |
|                |                     |  |     |
| 1              | Gianluca Pagliuca   |  |     |
| 2              | Moreno Mannini      |  |     |
| 3              | Marco Lanna         |  |     |
| 4              | Fausto Pari         |  |     |
| 5              | Pietro Vierchowod   |  |     |
| 6              | Srečko Katanec      |  |     |
| 7              | Attilio Lombardo    |  | 76' |
| 8              | Toninho Cerezo      |  | 61' |
| 9              | Gianluca Vialli     |  |     |
| 10             | Roberto Mancini     |  |     |
| 11             | Paulo Silas         |  |     |
| Reservas:      |                     |  |     |
| 14             | Giovanni Invernizzi |  | 61' |
| 16             | Renato Buso         |  | 76' |
| Técnico:       |                     |  |     |
| Vujadin Boškov |                     |  |     |

| ROMA:           |                   |  |     |
|                 |                   |  |     |
| 1               | Giovanni Cervone  |  |     |
| 2               | Luigi Garzya      |  |     |
| 3               | Amedeo Carboni    |  |     |
| 4               | Valter Bonacina   |  |     |
| 5               | Aldair            |  |     |
| 6               | Sebino Nela       |  |     |
| 7               | Thomas Häßler     |  |     |
| 8               | Fabrizio Di Mauro |  | 78' |
| 9               | Rudi Völler       |  | 23' |
| 10              | Giuseppe Giannini |  |     |
| 11              | Roberto Muzzi     |  |     |
| Reservas:       |                   |  |     |
| 13              | Marco De Marchi   |  | 23' |
| 15              | Fausto Salsano    |  | 78' |
| Técnico:        |                   |  |     |
| Ottavio Bianchi |                   |  |     |

|  | REGULAMENTO - 90 minutos. - 30 minutos de prorrogação caso haja empate no tempo normal. - Persistindo o empate, o vencedor será decidido nas penalidades máximas. - Cinco jogadores substitutos. - Máximo de duas substituições. |

## Premiação
| Supercopa da Itália de 1991   |
| ----------------------------- |
| Sampdoria Campeão (1º título) |